# Маковій Анатолій Дмитрович
Анато́лій Дми́трович Макові́й — прапорщик, Державна прикордонна служба України.

## З життєпису
Станом на січень 2017-го — старший технік-начальник апаратної рухомого програмно-технічного комплексу автоматизації прикордонного контролю, Азово-Чорноморське регіональне управління Державної прикордонної служби України.

## Нагороди
15 липня 2014 року — за особисту мужність і героїзм, виявлені у захисті державного суверенітету та територіальної цілісності України, вірність військовій присязі під час російсько-української війни, відзначений — нагороджений орденом «За мужність» III ступеня.